# Osmic Hill
Der Osmic Hill ist ein markanter, abgerundeter und 305 m hoher Hügel auf Südgeorgien. Er ragt jäh aus der ihn umgebenden Ebene auf und markiert das nördliche Ende eines gewundenen Gebirgszugs aus Hügeln am Westufer des Moraine Fjord.
Teilnehmer der Schwedischen Antarktisexpedition (1901–1903) unter der Leitung Otto Nordenskjölds nahmen erste grobe Vermessungen des Hügels vor. Wissenschaftler des Falkland Islands Dependencies Survey (FIDS) benannten ihn im Anschluss an 1951 durchgeführte Vermessungen. Namensgeber ist die Osmiumsäure (englisch osmic acid), die vom FIDS als Fixiermitteln für biologische Proben verwendet wurde.